# Philomides aethiopicus
Philomides aethiopicus is een vliesvleugelig insect uit de familie Perilampidae. De wetenschappelijke naam is voor het eerst geldig gepubliceerd in 1939 door Masi.